# Private Media Group
Pour les articles homonymes, voir Private.

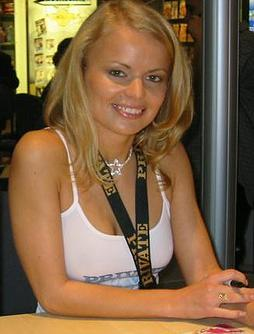
Melinda Gal, actrice porno hongroise, ici aux AVN Awards de Las Vegas, a passé un contrat d'exclusivité avec Private

Private Media Group est un groupe européen (à l'origine suédois), de pornographie (films X, magazines pornos et médias).
L'action a été cotée Nasdaq sous le code PVRT jusqu'au 7 novembre 2011.

## Histoire
Le magazine Private fut lancé à Stockholm en Suède en 1965 par Berth Milton Senior (1926-2005). C'est le premier magazine pornographique en couleur apparu dans le monde. Private Media Group a ensuite sorti trois autres revues : Sex, Triple X et Pirate, cette dernière se focalisant sur le fétichisme et le sado-masochisme. 
À la fin de 1990, Berth Milton Senior passa le flambeau à son fils, Berth Milton Jr., qui engagea le photographe/réalisateur Pierre Woodman. Ce dernier apporta un nouveau style au sein d'une maison vieillissante, en allant chercher des modèles dans les pays de l'est de l'Europe et en poussant le jeune patron à faire de la vidéo X haut de gamme. Porté par l'essor du DVD et la qualité de ses productions, Private devint alors rapidement le leader du marché international avec 52 pays distributeurs.
Ces dernières décennies, Private Media Group est ainsi devenu le plus important studio pornographique au monde, en glanant plus de 220 récompenses. Cette société a les meilleures ventes de DVD X au monde (tous studios confondus) avec notamment huit très gros blockbusters : Sex City, Gladiator, Pyramid, Cleopatra, Millionaire, Private Chateau, Robinson Crusoe et X girls. 
Après avoir transféré le siège de la société à Barcelone (Espagne) en 1997, Berth Milton modernise et diversifie la société, en développant les activités Internet et le marché de la vidéo à la demande.
En février 1999, Private devint la première société à vocation pornographique à être introduite en bourse (au Nasdaq).
Trois ans plus tard, le magazine économique américain Forbes classa Private Media Group parmi les 20 sociétés les plus prometteuses. En 2006, le chiffre d'affaires de Private Media Group s'est élevé à 38,4 millions de dollars, le bénéfice net après impôts atteignant plus de 630.000 dollars. 
Des grandes chaînes hôtelières ont proposé des programmes payants (Vidéo à la demande) pour adultes élaborés par Private, et de nombreux opérateurs tel que Belgacom en Belgique, ou Canal+ en France ont passé des accords avec Private Media Group. 
En août 2008, Marc Dorcel et Private annoncent leur nouvelle collaboration. Depuis septembre 2008, Marc Dorcel est le distributeur exclusif en France du catalogue DVD des productions Private.
Le titre est coté en bourse jusqu'au 7 novembre 2011.
En 2020, Private est racheté par WGCZ (XVidéos, XNXX, Penthouse, etc.).

## Récompenses
- 1994 AVN award - "Best Foreign Feature" for Private Video Magazine 1
- 1995 AVN award - "Best Continuing Video Series" for Private Video Magazine
- 1995 AVN award - "Best Foreign Feature" for Virgin Treasures 1 & 2
- 1996 AVN award - "Best Foreign Feature" for The Tower, Parts 1, 2 & 3
- 1996 AVN award - "Most Outrageous Sex Scene" for Private Video Magazine 20
- 1997 AVN award - "Best Foreign Feature" for The Pyramid, Parts 1, 2 & 3
- 1998 AVN award - "Best Foreign Feature" for The Fugitive 1 & 2
- 1999 AVN award - "Best Foreign Feature" for Tatiana 1, 2 & 3
- 2000 AVN award - "Best Foreign Feature" for Amanda's Diary 2
- 2001 AVN award - "Best Foreign Vignette Series" for Private XXX
- 2003 AVN award - "Best Foreign Feature" for Private Gladiator
- 2004 AVN award - "Best Foreign Feature" for The Scottish Loveknot
- 2006 AVN award - "Best Foreign Feature" for Robinson Crusoe on Sin Island
- 2007 AVN award - "Best Foreign Feature" for Porn Wars: Episode 1
- 2009 AVN award - "Best BDSM Release" for House of Sex and Domination
- 2009 AVN award - "Best Foreign Feature" for Jason Colt, Mystery of the Sexy Diamonds
- 2010 AVN award - "Best selling title of the year" for Pirates II: Stagnetti’s Revenge

## Style de produits
Private possède ainsi la plus grande collection de DVD pornographiques au monde, dont le classement thématique permet de cibler les différentes catégories de consommateurs : 

Private Gold : Films à très gros budget, basés sur un scénario recherché, casting et décors magnifiques. 
"Cible = couples et femmes hétérosexuelles"

Private Movies et Black  label  : Films X haut de gamme. 
"Cible = hommes hétérosexuels"

Private Tropical : Films tournés sur des îles paradisiaques (Caraïbes). 
"Cible = couples"

Private Xtreme : Films Gonzo
"Cible = hommes de plus de 40 ans"

Private Casting : Films réalisés avec de jeunes acteurs et de jeunes actrices débutantes.
"Cible = hommes hétérosexuels "

Private Sport : Films X réalisés sur un thème fun et sportif (coupe du monde, Tour de France…). 
"Cible = public jeune, étudiants "

Private Life Of : Films dédiés à une star du X
"Cible = fans, gros consommateurs"

Pirate : Films sado-masochistes
"Cible = public affectionnant le bondage"

Private Manstars : Films gays
"Cible = hommes homosexuels"

## Actrices de Private
Silvia Saint, Alexa May, Tania Russof, Monica Sweetheart, Monique Covét, Laura Angel, Laura Lion, Sophie Evans, Cassandra Wilde, Dora Venter, Claudia Ferrari, Nikki Anderson, Michelle Wild, Angel Dark, Anita Dark, Daniella Rush, Katja K, Anita Blonde, Rita Faltoyano, Ellen Saint, Jane Darling, Kate More, Carla Cox, Aletta Ocean, Tarra White, Liliane Tiger, Claudia Rossi, Barbara Summer, Courtney Simpson, Delfynn Delage, Taissia Shanti, Foxy Di, Sharka Blue...